# アベ・アロノヴィッツ
エイブラハム”エイブ”・アロノヴィッツ（英語: Abraham "Abe" Aronovitz, 1899年 – 1960年7月11日）は、ユダヤ系アメリカ人の弁護士、27代目マイアミ市長。

## 生涯
1899年にニューヨーク州ニューヨークに誕生した。ルーマニアからの移民であるデイヴィッド及びケイト・アロノヴィッツ夫妻の息子で、6人兄弟の1人であった。フロリダ州キー・ウェストで育ち、パームビーチ・レイクス・コミュニティ・ハイスクールに次いでステッソン大学を卒業した。1976年から1988年までフロリダ州南部地区連邦地方裁判所判事を務めたシドニー・アロノヴィッツは甥である。
1920年代にジャクソンビル市議会議員に立候補したが、落選した。その後マイアミに移り、1926年に州検事に任命された。1927年にマイアミ市議会議員に立候補したが、落選した。1930年代にマイアミ市の弁護士を務めていた。1953年にマイアミ市長に選出され、1955年まで務めた後、1958年に健康上の問題のために辞任するまで補助裁判官を務めた。フルヘンシオ・バティスタの独裁が終了した1959年1月1日には、キューバのハバナにあるハバナ・ヒルトン・ホテルに家族と共に滞在していた。